# 고시 내친왕
코시 내친왕(일본어: 高志内親王 こしないしんのう[*], 엔랴쿠 8년 (789년) - 다이도 5월 7일 (809년 6월 23일))은 제 50대 간무 천황의 황녀이다. 어머니는 황후 후지와라노 오토무로이다. 준나 천황이 친왕 시절에 맞이한 친왕비이다. 동복형제로는 헤이제이 천황, 사가 천황이다. 황후에 추증되었고, 1품에 추증되었다.

## 생애
간무 천황의 자녀 중, 유일한 황후 소생 황녀이자, 간무 천황의 총애를 받던 황녀로 알려져있다. 엔랴쿠 23년 1월 5일 (804년)에 3품에 오른다. 이복 오빠인 오오토모 친왕 (훗날의 준나 천황)의 비가 되어, 엔랴쿠 24년 (805년) 1황자 츠네요시 친왕을 낳는다. 그 밖에 지시 내친왕 (제궁), 유시(아리코) 내친왕, 테이시(사다코) 내친왕 등 3황녀를 낳았다. 다이도 4년 (809년)에 21세의 나이로 사망했다. 후에, 고닌 14년 (823년), 준나 천황이 즉위하면서, 황후에 추증되었다.
그녀의 소생인 츠네요시 친왕은 부모 모두 간무 천황의 자녀로, 혈통상 유력한 왕세자 후보였다. 그러나, 아버지 준나 천황은 자신의 후계자로, 사가 천황의 마사라 친왕 (닌묘 천황)을 세웠다. 츠네요시 친왕은 아버지 준나 천황 재위 중인 덴초 3년 (826년)에 사망하여 황위 계승에 관여하지 않았다. 고시 내친왕 사후, 사가 천황의 황녀 마사코 내친왕이 준나 천황의 황후가 되고, 그녀의 소생인 츠네사다 친왕은 닌묘 천황의 황태자로 세워졌으나, 조와의 변으로 폐태자가 되었다.